# Conjunto barrilado
En análisis funcional, un subconjunto de un espacio vectorial topológico (EVT) se denomina barrilado si está cerrado y es convexo, equilibrado y absorbente.
Los conjuntos barrilados desempeñan un papel importante en las definiciones de varias clases de espacios vectoriales topológicos, como los espacios barrilados.

## Definiciones
Sea {\displaystyle X} un espacio vectorial topológico (EVT).
Un subconjunto de {\displaystyle X} se llama barrilado si está cerrado y es convexo, equilibrado y absorbente en {\displaystyle X.}
Un subconjunto de {\displaystyle X} se llama bornívoro si absorbe cada subconjunto acotado de {\displaystyle X.} Cada subconjunto bornívoro de {\displaystyle X} es necesariamente un subconjunto absorbente de {\displaystyle X.}
Sea {\displaystyle B_{0}\subseteq X} un subconjunto de un espacio vectorial topológico {\displaystyle X.} Si {\displaystyle B_{0}} es un subconjunto absorbente y equilibrado de {\displaystyle X}; y si existe una sucesión {\displaystyle \left(B_{i}\right)_{i=1}^{\infty }} de subconjuntos absorbentes equilibrados de {\displaystyle X} tal que {\displaystyle B_{i+1}+B_{i+1}\subseteq B_{i}} para todos los {\displaystyle i=0,1,\ldots ,} entonces {\displaystyle B_{0}} se denomina suprabarrilado en {\displaystyle X,} donde además, se dice que {\displaystyle B_{0}} es un(a):
- Suprabarrilado bornívoro si además cada {\displaystyle B_{i}} es un cerrado y subconjunto bornivoro de {\displaystyle X} para cada {\displaystyle i\geq 0.}[3]
- Ultrabarrilado si además cada {\displaystyle B_{i}} es un subconjunto cerrado de {\displaystyle X} por cada {\displaystyle i\geq 0.}[3]
- Ultrabarrilado bornívoro si además cada {\displaystyle B_{i}} es un subconjunto cerrado y bornívoro de {\displaystyle X} para cada {\displaystyle i\geq 0.}[3]

En este caso, {\displaystyle \left(B_{i}\right)_{i=1}^{\infty }} se denomina la sucesión definitoria de {\displaystyle B_{0}.}

## Propiedades
Téngase en cuenta que cada ultrabarril bornívoro es un ultrabarril, y que cada suprabarril bornívoro es un suprabarril.

## Ejemplos
- En un espacio vectorial normado la 1-esfera cerrada es un conjunto barrilado.
- Cada espacio localmente convexo tiene una base de entornos que consta de conjuntos barrilados, aunque el espacio en sí no tiene por qué ser un espacio barrilado.